# Карен Крафт
Карен Крафт (англ. Karen Kraft, 3 травня 1969) — американська академічна веслувальниця.
Срібна призерка Олімпійських Ігор 1996 року в складі розпашної двійки без стернової, бронзова призерка 2000 року в складі розпашної двійки без стернової.
Срібна призерка Панамериканських ігор 1999 року в складі розпашної двійки без стернової.
Срібна призерка Чемпіонату світу 1995 року в складі розпашної двійки без стернової.